# Palacio de Cristal (San Luis Potosí)
El Palacio de Cristal es un monumento histórico de estilo ecléctico ubicado en el centro histórico de la ciudad de San Luis Potosí, San Luis Potosí, México.

## Historia
El solar que ocupa el Palacio de Cristal anteriormente fue sede del Beaterio de San Nicolás. Dicha institución se dedicó a proveer educación para las niñas en el siglo XVIII. Se dice que fue la única institución de su tipo en toda Nueva España. El beaterio fue construido principalmente gracias a la munificencia de Nicolás Fernando de Torres y de su esposa Gertrudis Maldonado. Las enfermedades de Nicolás Fernando de Torres lo hicieron meditar en la muerte, determinado a disponer su testamento. Consultó con el prior del Carmen, Fray Juan Francisco del Espíritu Santo, quien le aconsejó al no tener herederos que fundara en esa ciudad dos instituciones: un convento para la Orden de los Carmelitas Descalzos y el de Colegio de Niñas Educandas de San Nicolás Obispo. El beaterio ya estaba en funciones en 1734, aunque con una real cédula se constituyó oficialmente el colegio de niñas con cuatro colegialas del Colegio de Santa Rosa de Santa María en Valladolid. Las cuatro colegialas sirvieron como la rectora y las principales maestras del beaterio, enfocándose en enseñar sobre la cocina y la artesanía del bordado.
Solo quedan pocas fotografías del beaterio. Se sabe que tenía dos entradas principales, una por la calle Miguel Hidalgo y otra sobre la calle Álvaro Obregón que tenía acceso a la sacristía. El beaterio estuvo en funciones hasta el siglo XIX cuando el gobierno tomó control del edificio. El gobernador Juan Bustamante mandó que fuera derruida el 2 de marzo de 1867, sin embargo no fue completamente demolida hasta 1905. Aún perduran algunos elementos del antiguo beaterio. Mediante una entrada sobre la calle Álvaro Obregón se puede observar el patio completamente preservado. Por la calle Miguel Hidalgo dentro de los establecimientos se pueden ver las bóvedas originales de piedra.
Con la ampliación de la calle Álvaro Obregón fue demolido parcialmente el antiguo beaterio. Solo sobrevivieron algunos salones y un patio que fueron convertidos en bodega, escuela y después hospital militar. Cayó en desuso el lugar, siendo seccionada en varios locales hasta que todo el terreno fue adquirido en 1905. El palacio fue inaugurado el 4 de diciembre de 1909, obra del arquitecto Henry Guindon que realizó mucho de su trabajo en México. La obra hecha con hierro traído de Francia fue ejecutada por Eduardo Meade. Fue nombrado así en honor al Palacio de Cristal de Hyde Park en Londres. Es un edificio descrito como ecléctico e historicista.
Como los terrenos que ocuparía el palacio antiguamente eran un recinto religioso, hubo cierta polémica entre el comprador y la iglesia católica, ya que no se estaba edificando una nueva iglesia para reemplazar el beaterio. Meade resolvió esta disputa con el obispo Ignacio Montes de Oca y Obregón financiando la construcción de la torre norte de la catedral de San Luis Potosí.
Ya en 1910 se anunció la venta de locales de 20 hasta 30 pesos para los comerciantes. Fue el primer edificio de la ciudad en contar con un elevador. En los años 1940 fue sede de la «Ferretería del Centro» y «La ciudad de Londres», negocios importantes con ropa para caballeros. Con el paso de los años se ha modificado el recinto, retirando los rodapiés de cantera y las ventanas antiguas para colocar nuevas cortinas. Sus cuatro pisos aún siguen al servicio de los negocios y las tiendas.